# Jones County, Iowa
Jones County är ett administrativt område i delstaten Iowa, USA, med 20 638 invånare. Den administrativa huvudorten (county seat) är Anamosa. Countyt har fått sitt namn efter politikern George W. Jones.

## Geografi
Enligt United States Census Bureau har countyt en total area på 1 494 km². 11 490 km² av den arean är land och 4 km² är vatten. 

### Angränsande countyn
- Delaware County - nordväst
- Dubuque County - nordost
- Jackson County - öst
- Clinton County - sydost
- Cedar County - syd
- Linn County - väst

### Städer och samhällen
- Anamosa (huvudort)
- Cascade (delvis i Dubuque County)
- Center Junction
- Martelle
- Monticello
- Morley
- Olin
- Onslow
- Oxford Junction
- Stone City
- Wyoming